# Rhabdogaster major
Rhabdogaster major là một loài ruồi trong họ Asilidae. Rhabdogaster major được Oldroyd miêu tả năm 1970. Loài này phân bố ở vùng nhiệt đới châu Phi.